# Van Heutszpark
Het Van Heutszpark is een stadspark en straatnaam in de Drentse plaats Coevorden. Het is vernoemd naar de in Coevorden geboren luitenant-generaal en militair en civiel gouverneur van Atjeh, Jo van Heutsz (1851 – 1924).
Het park ligt deels binnen en deels buiten de stadsgracht aan de noordzijde van de stad en strekt zich uit van de weg de Stationsstraat - Dalerallee tot aan het Stieltjeskanaal. 
Ook in de Zuid-Hollandse stad Vlaardingen is 'Van Heutszpark' de naam van een park en een straatnaam.

## Bezienswaardigheden
In het park staan de Oranjebank, die in 1938 werd opgericht ter gelegenheid van de geboorte van prinses Beatrix, en een Verzetsmonument uit 1949 van Bas Galis (beide binnen de stadsgracht). Op het hoogste punt van het park, tevens binnen de vestinggracht, staat sinds 1914 de watertoren van Coevorden, een ontwerp van architect J.P. Hazeu.

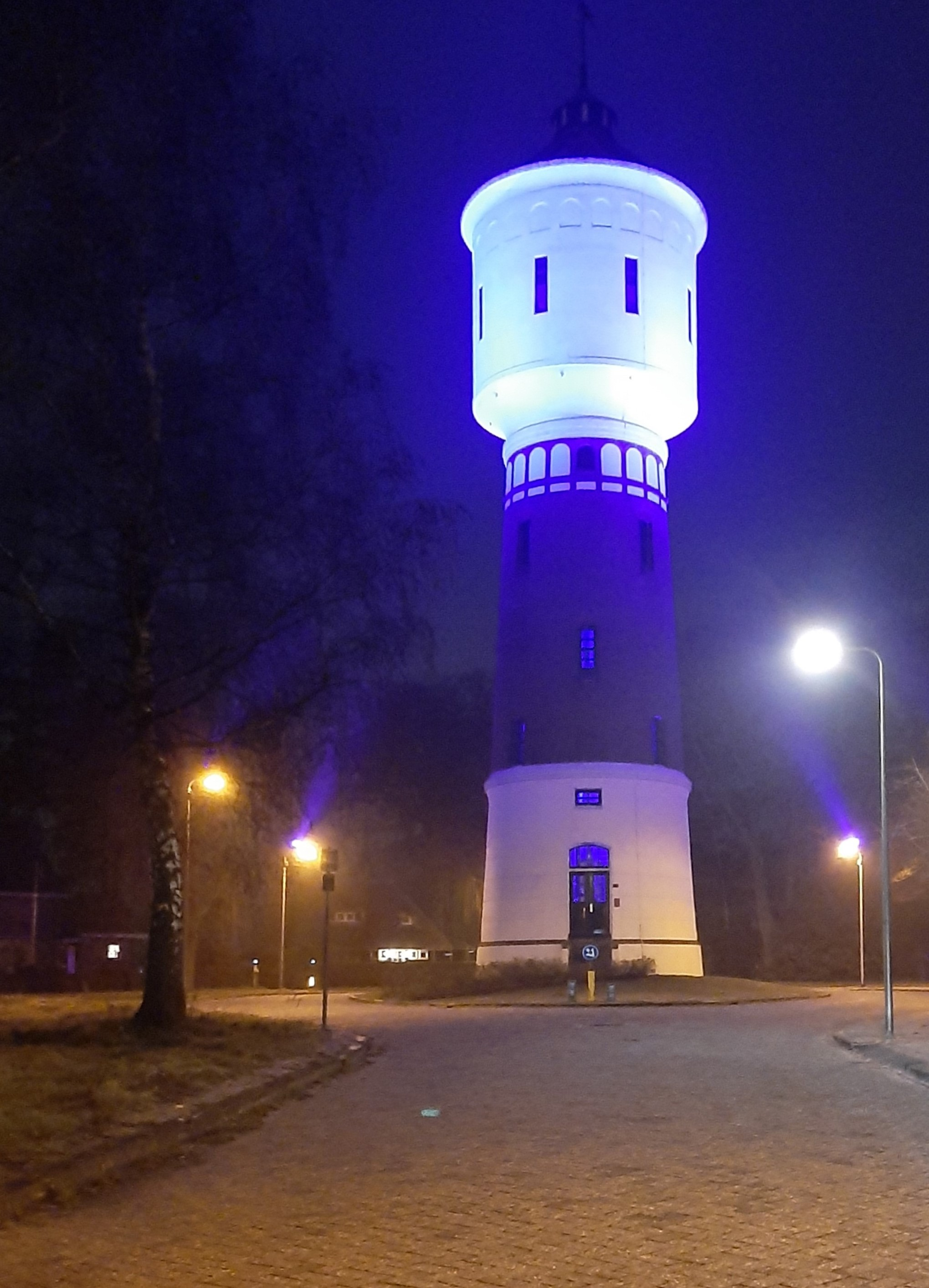

## Foto's

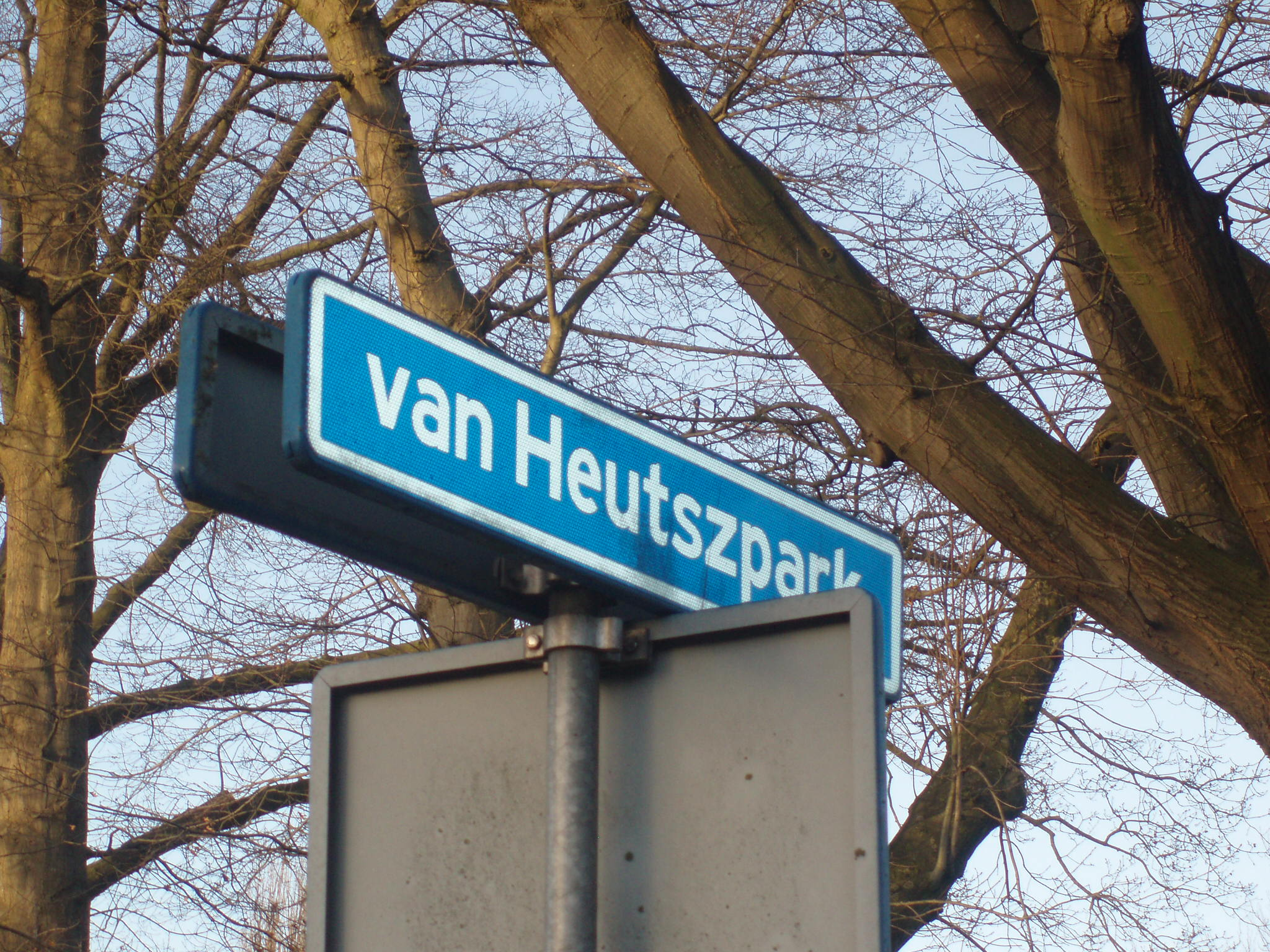
Straatnaambord Coevorden
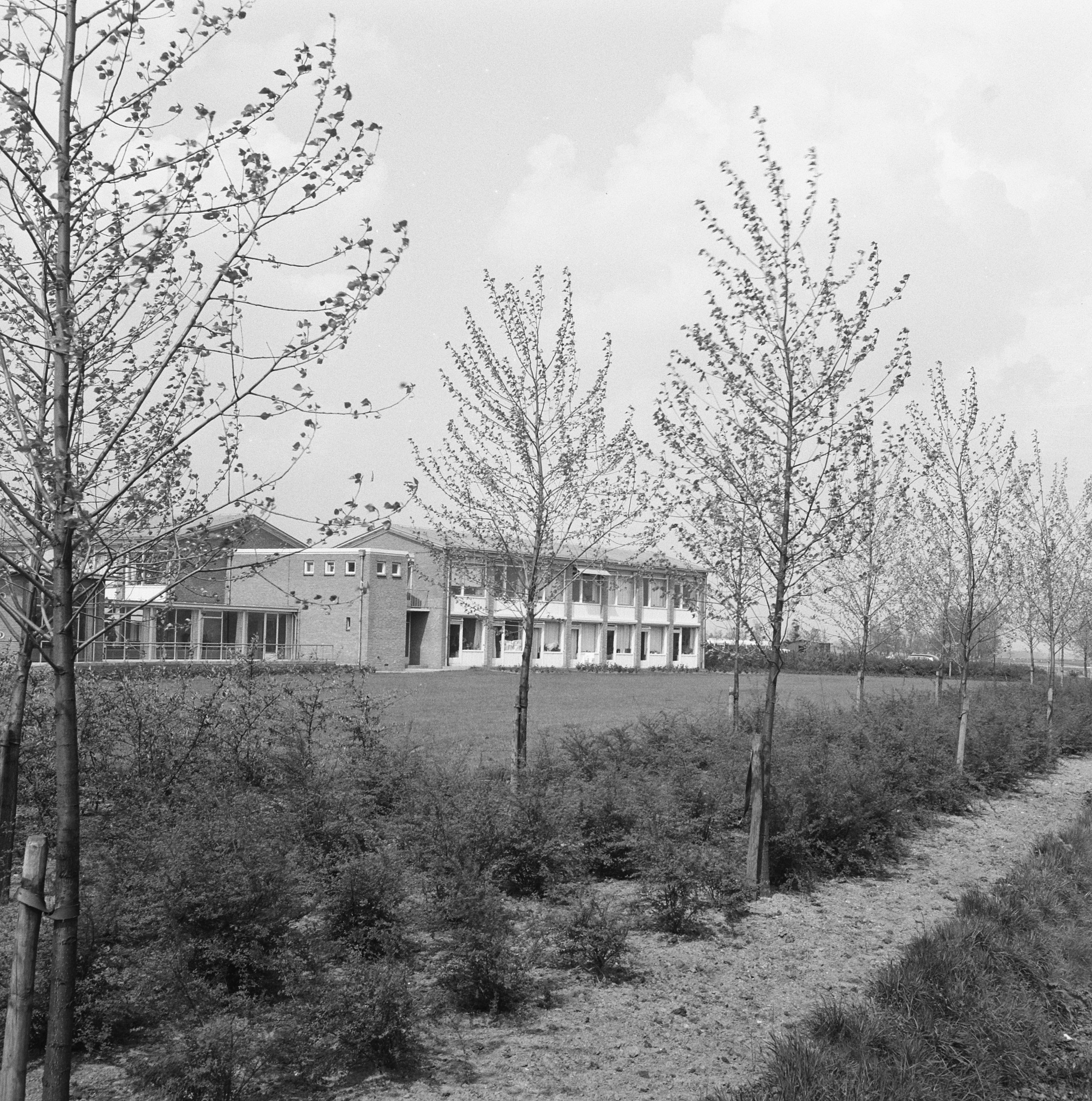
Van Heutszpark in 1960
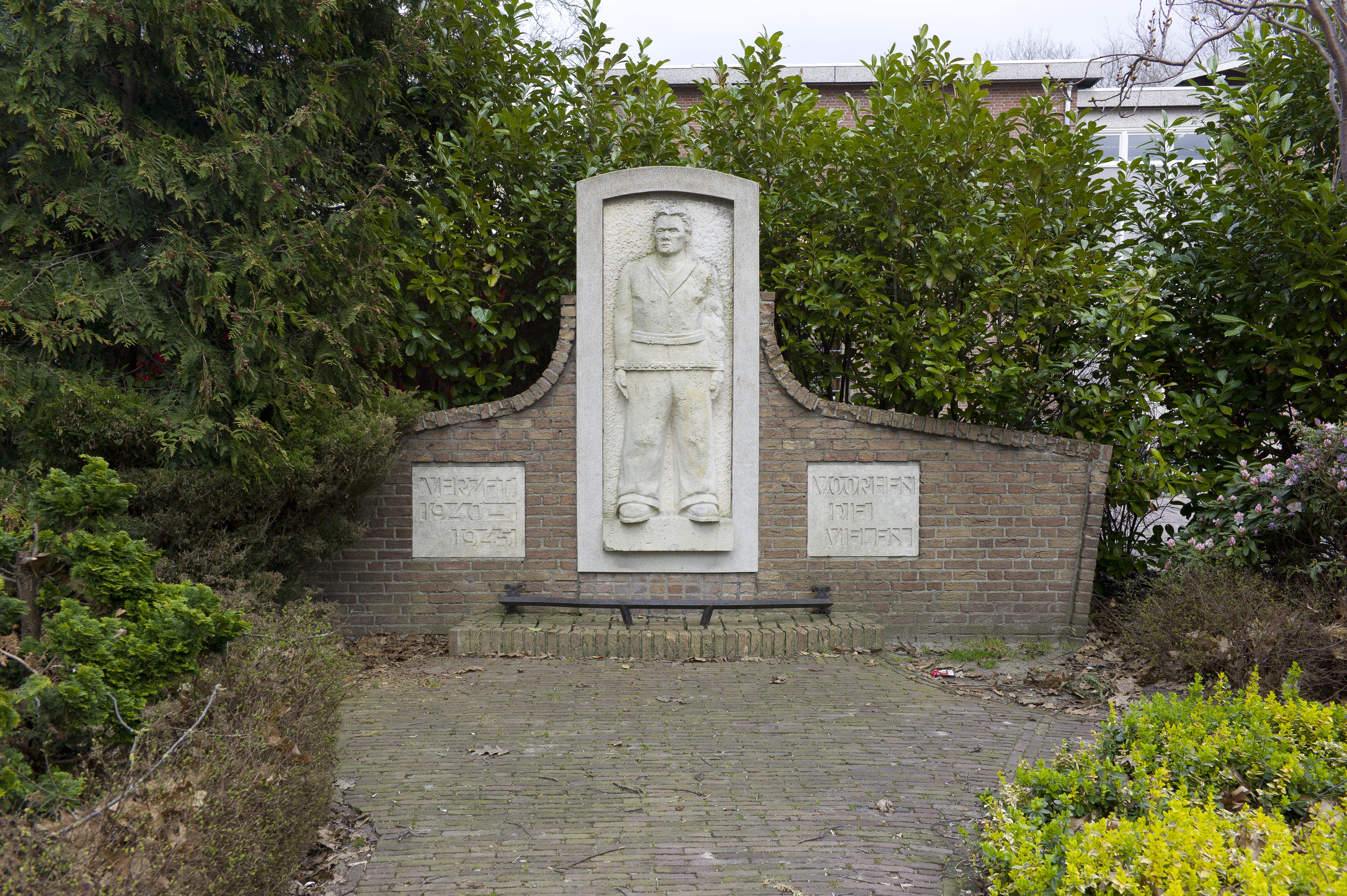
Oorlogsmonument in het park
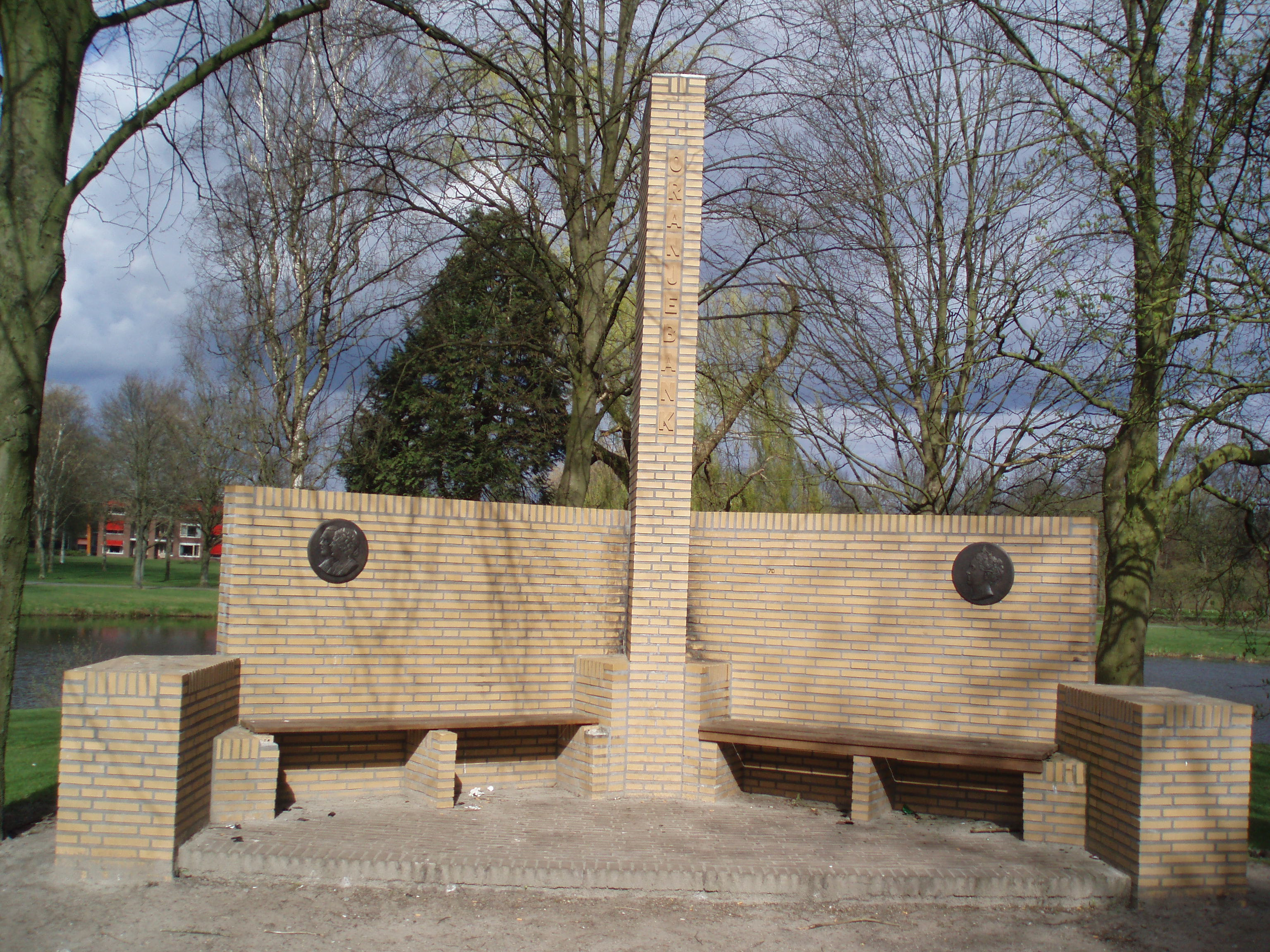
Oranjebank uit 1938